# Obtusella erinacea
Obtusella erinacea is een slakkensoort uit de familie Rissoidae. De wetenschappelijke naam werd gepubliceerd in 1758 door Carl Linnaeus in de tiende editie van Systema naturae.